# Валстрона
Валстрона (итал. Valstrona) је насеље у Италији у округу Вербано-Кузио-Осола, региону Пијемонт.
Према процени из 2011. у насељу је живело 1270 становника. Насеље се налази на надморској висини од 514 м.

## Становништво
| 1931. | 1936. | 1951. | 1961. | 1971. | 1981. | 1991. | 2001. | 2011. |
| ----- | ----- | ----- | ----- | ----- | ----- | ----- | ----- | ----- |
| 1.634 | 1.685 | 1.726 | 1.597 | 1.676 | 1.535 | 1.348 | 1.270 | 1.268 |